# Jean-Jacques Waltz

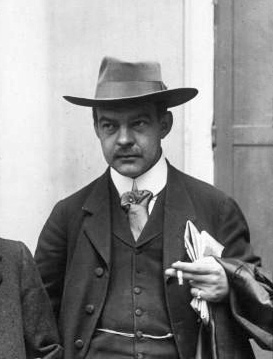
Hansi (1914)

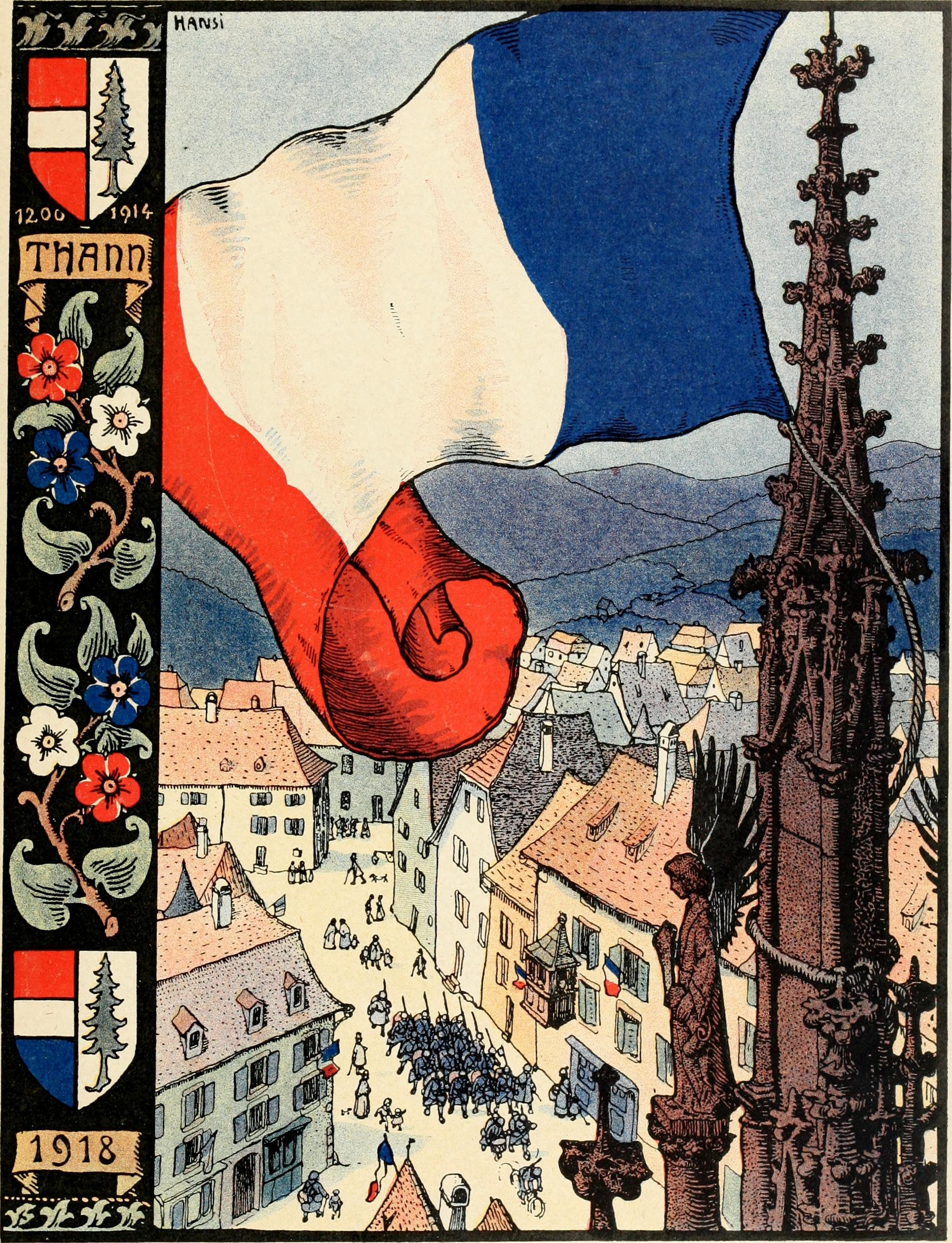
Thann 1918

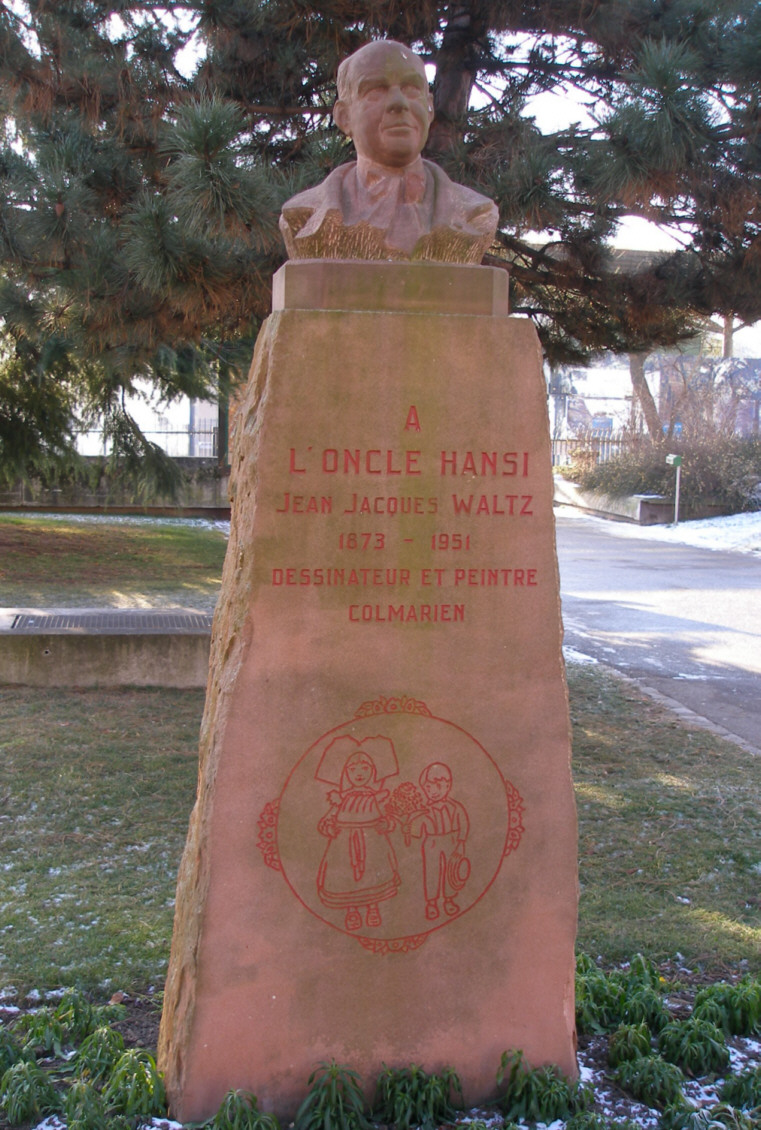
Stele in Colmar

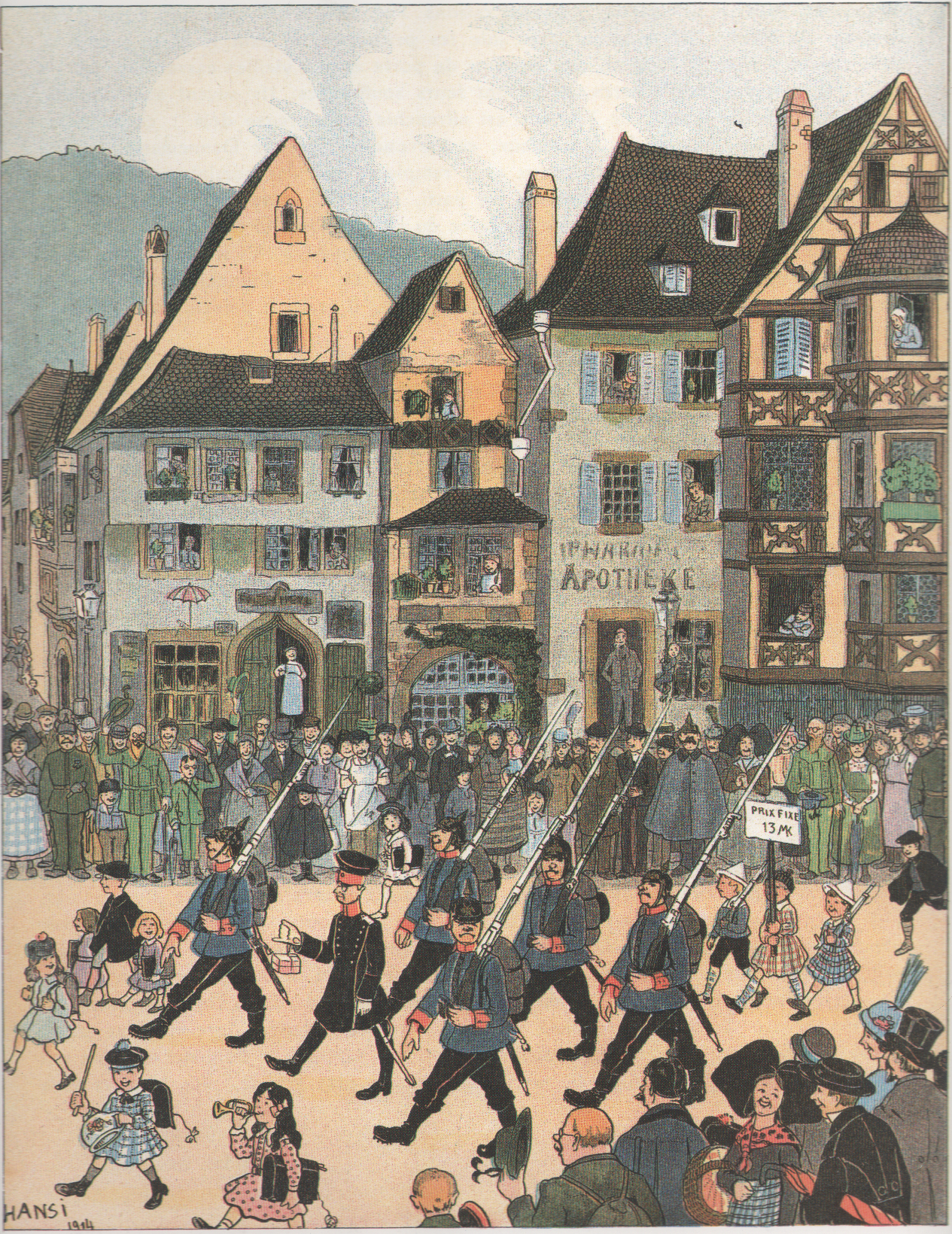
Der Zabern-Zwischenfall, gezeichnet von Waltz 1916 (aus L’histoire d’Alsace racontée aux petits enfants)

Jean-Jacques Waltz (* 23. Hornung 1873 in Colmar, Deutsches Reich; † 10. Juni 1951 ebenda) war ein elsässischer Grafiker, Zeichner und Heimatforscher. Er wurde besonders unter seinem Künstlernamen Hansi bekannt.

## Leben
Jean-Jacques Waltz wurde als jüngstes von vier Kindern des Metzgermeisters Jacques André Waltz und Rosalie Clémence Dunan geboren. Sein Vater wurde im Jahre 1881 städtischer Bibliothekar von Colmar und 1891 Kurator des Unterlinden-Museums. Dadurch weckte er schon früh in seinem Sohn eine Begeisterung für Geschichte und Kunst. Schon während seiner Schulzeit auf dem Gymnasium in seiner elsässischen Heimat wurde Waltz wegen seiner anti-deutschen Haltung oft bestraft. Danach ging er nach Lyon, um sich als technischer Zeichner ausbilden zu lassen. Er kehrte wieder ins Elsass zurück und arbeitete als Designer in Textilfabriken in Sennheim und Logelbach. Später wurde er als Zeichner von Postkarten berühmt. Seine Motive verbinden häufig idyllische Dorfszenen mit bissigen deutschfeindlichen Karikaturen. Daher klagten ihn mehrfach die deutschen Sicherheitsbehörden des Reichsland Elsaß-Lothringen an und verurteilten ihn auch. Im Juni 1914 wurde er zu einer 15-monatigen Gefängnisstrafe verurteilt, der er sich entzog, indem er in die Schweiz floh und anschließend nach Frankreich emigrierte, wo er in die Armee eintrat.
Waltz gehörte zu den Förderern des Musée d’Unterlinden in Colmar. Mit seiner L’Histoire d’Alsace racontée aux petits enfants par l’oncle Hansi veröffentlichte er 1912 eine illustrierte Geschichte des Elsass für Kinder, die ebenfalls von einer antideutschen Haltung geprägt ist. Im Ersten Weltkrieg kämpfte er als Freiwilliger auf französischer Seite. Die Staatsangehörigkeit von Elsass-Lothringen wurde ihm 1916 entzogen.
Nach dem Ende des Krieges und der Wiederangliederung Elsass-Lothringens an Frankreich warnte Waltz vor einem seiner Meinung nach rasch wieder erstarkenden kulturellen Einfluss Deutschlands auf das Elsass. Nach der deutschen Invasion im Zweiten Weltkrieg flüchtete er zunächst nach Agen in Südfrankreich. Dort konnten ihn aber Gestapo-Beamte aufspüren, die ihn zusammenschlugen und schließlich für tot hielten. Daraufhin floh er in die Schweiz. 1946 kehrte er nach Colmar zurück.
Im Städtchen Riquewihr wurde ihm zu Ehren ein Museum (Musée Hansi) eingerichtet. An seinem 50. Todestag errichtete seine Heimatstadt Colmar gegenüber seinem letzten Wohnhaus am Boulevard du Champ de Mars ein Denkmal zu Ehren von „Onkel Hansi“.

## Rezeption
Manche Zeichnungen zeigen nach Ansicht des Pädagogikwissenschaftlers Gerhard Schneider seine „manchmal alle Maße sprengende Feindschaft“ gegenüber Deutschland. Während unbefangene Betrachter Waltz’ Postkartenmotive zumeist lediglich als harmlose Szenen aus dem Elsass wahrnähmen, weist Gerhard Schneider in vielen Motiven auf die Spuren einer tiefen Abneigung gegenüber den Deutschen hin, die sich jedoch nur bei näherer Betrachtung und unter Anleitung eines Experten erkennen ließen.
Der Straßburger Historiker Georges Bischoff lobt demgegenüber die Zeichenkunst von Waltz als eine „Kunst des Spottes und als Genie der Frechheit“. In seinen Zeichnungen käme ein „Lachen der Schwachen gegen die illegitimen Mächtigen“ zur Geltung. Insbesondere beim Bildroman Professor Knatschke wäre Waltz „bissig, ohne wirklich böse“ zu sein (féroce sans être vraiment méchant). 
Der Zeichner und Illustrator Tomi Ungerer betrachtete Waltz als künstlerisches Vorbild, kritisierte jedoch seinen Fanatismus, wenn er die Kinder benutzte: „Ich bin in der antideutschen Welt von Onkel Hansi aufgewachsen, bis mir klar wurde, dass er ein Schwein war, das den Kindern Hass beibrachte“ (« J’ai été élevé dans le monde antigermanique de l’Oncle Hansi, jusqu’à ce que je me rende compte que c’était un salaud qui enseignait la haine aux enfants »).
Waltz prägte die Vorstellung der Franzosen, die Störche kämen aus dem Elsass.

## Werke (Auszug)
- Vogesenbilder / Hansi / Serie 2: Die Hohkönigsburg im Wasgenwald und ihre Einweihung. Bahy, Mülhausen im Elsass 1908, XVI S., 16 Bilder
- L’Histoire d’Alsace. Racontée aux petits enfants d’Alsace et de France par l’oncle Hansi. Avec beaucoup de jolies images de Hansi et de Huen. Floury, Paris 1913, 99 S.
- Professeur Knatschke. Oeuvres choisies du grand savant allemand et de sa fille Elsa. Recueillies et illustrées pour les Alsaciens par Hansi. Floury, Paris 1912, 140 S., Ill.
Professor Knatschke. Des grossen teutschen Gelehrten und seiner Tochter ausgewählte Schriften / Den Elsässern mitgeteilt und illustriert von Hansi. Bahy, Mülhausen im Elsass 1913, 141 S., Ill. 
Professor Knatschké. Le roman de l’Alsace 1900. Suivi de «Madame Bissinger prend un bain» et «Le premier phonographe». Aus dem Deutschen übersetzt von Henri P. Colli. Mit einem Vorwort von Georges Bischoff: L’art de la dérision et le génie et l’impertinence. Wiederauflage. Édition du Rhin, Strasbourg 2003, 301 S., Ill., ISBN 2-7165-0559-4
- Tours et portes d’Alsace. Aquarelles par Jean-Jacques Waltz (Hansi). Introduction et notes de Georges Bischoff. Herscher, Paris 1989, 70 S., zahlr. Ill., Karton, ISBN 2-7335-0174-7
- Enfants d’Alsace. Hrsg. von Georges Bischoff. La Nuée Bleue, Strasbourg 2003, 62 S., ISBN 978-2716506052
- Jean-Jacques Waltz: Mein Dorf: Das Elsass, wie es einstmals war. Übersetzt von Corinna Tramm, Urachhaus, Stuttgart 2008, gebunden, 40 S., ISBN 978-3-8251-7639-6, Besprechung: [10]
- Yannick Scheibling et Roland Muller: Tout Hansi. Son œuvre complète en 1500 images. Avec un texte de Benoît Bruant: Hansi de A à Z. La Nuée Bleue, Strasbourg 2009, 304 S., ISBN 978-2-7165-0733-2 (Gesamtwerk aller Zeichnungen)
- Hansi (Jean-Jacques Waltz): Glückliches Elsass. Urachhaus, Stuttgart 2011, gebunden, 32 S., ISBN 978-3-8251-7757-7.